# Rio Mortagne
O rio Mortagne em Rambervillers
Mortagne é um rio da França, que percorre os departamentos de Vosges e Meurthe-et-Moselle. É afluente do rio Meurthe pela margem esquerda, e portanto sub-afluente do rio Reno pelo rio Meurthe e depois pelo rio Mosela.
Ao longo do seu trajeto passa pelos seguintes departamentos e comunas:
- Vosges : Taintrux, Les Rouges-Eaux, Bois-de-Champ, Mortagne, Domfaing, Brouvelieures, Fremifontaine, Autrey, Saint-Gorgon, Jeanménil, Rambervillers, Roville-aux-Chênes, Saint-Maurice-sur-Mortagne, Xaffévillers e Deinvillers.
- Meurthe-et-Moselle : Magnières, Vallois, Moyen, Gerbéviller, Haudonville, Lamath, Xermaménil e Mont-sur-Meurthe.